# ميشيل بولدرين
ميشيل بولدرين (20 أغسطس 1956) هو سياسي واقتصادي من أصل إيطالي، وخبير في النمو الاقتصادي، ودورات الأعمال، والتقدم التقني، والملكية الفكرية. وهو حاليًا أستاذ بدرجة جوزيف غيبسون هويت المتميزة في الآداب والعلوم في جامعة واشنطن في سانت لويس. جنبًا إلى جنب مع زميله والمؤلف المشارك ديفيد ليفين، كانا جزءًا من مجموعة من 200 اقتصادي عارضوا علنًا مشروع قانون الانتعاش لعام 2009. دافع لاحقًا علنًا عن موقفه بشأن هذه القضية في وسائل الإعلام الدولية المختلفة، بما في ذلك مناظرة عامة مع براد ديلونغ.

## سيرته
ولد بولدرين ونشأ في بادوفا، إيطاليا، وانتقل بعد ذلك إلى البندقية. كانت دراساته الجامعية في جامعة البندقية. ثم حصل على درجة الماجستير (1985) والدكتوراه (1987) في الاقتصاد من جامعة روتشستر في نيويورك، تحت إشراف ليونيل ماكنزي. قبل الانتقال إلى سانت لويس في خريف عام 2006، عمل في جامعة شيكاغو (1986-1987)، وجامعة كاليفورنيا، لوس أنجلوس (1987-1994)، وكلية كلوغ للإدارة (1990-1994)، وجامعة كارلوس الثالث في مدريد (1994-1999)، وجامعة منيسوتا (1999-2006). وهو زميل أبحاث في البنك الاحتياطي الفيدرالي في سانت لويس منذ عام 2006.
هو زميل في جمعية الاقتصاد القياسي، ومحرر مشارك سابق في مجلة إيكونومتريكا، ومحرر سابق وحالي لمجلة ريفيو أوف إيكونمك ديناميك، من بين المجلات الأكاديمية الأخرى. كتب وشارك في كتابة أربعة كتب وكان أستاذًا زائرًا في برشلونة، وريو دي جانيرو، ومدينة مكسيكو، وطوكيو وعدد من الأماكن الأخرى. انتسب إلى مركز أبحاث السياسات الاقتصادية، ومدير مؤسسة دراسات الاقتصاد التطبيقي. وهو أحد المحررين المؤسسين للمدونة (الإيطالية) نويز فرم أميركا، وساهم بانتظام في مكافحة الاحتكار وأنه لا يوجد شيء مجاني، اللتين على التوالي باللغتين الإنجليزية والإسبانية. أحدث كتابين له ضد الاحتكار الفكري، الذي شارك في تأليفه مع ديفيد ك. ليفين (سي يو بّي، 2008) وتريمونتي، وكتاب تعليمات الاستخدام، وشارك في تأليفه ألبرتو بيسين، وساندرو بروسكو، أندريا مورو، وجوليو زانيلا (أنكورا، 2010)، بالإيطالية. 
قبل الانتخابات العامة الإيطالية في عام 2013، شارك في تأسيس قانون الحركة السياسية الوسطية لوقف الهبوط مع الاقتصادي لويجي زينغليس، والصحفي أوسكار جيانينو. استقال بعد فشل انتخابات البرلمان الأوروبي 2014. في وقت لاحق ركز على قناته الخاصة على يوتيوب وأسس في أواخر عام 2018 مؤسسة فكرية ليبرالية تسمى «لايبريولتر» («التخلص من الأوهام»). بولدرين عضو في مجلس الأمناء والمجلس العلمي لمؤسسة آي إم دي إي إيه للعلوم الاجتماعية.

## وجهات نظر سياسية وعلمية
كان ناقدًا صريحًا للنظرية النقدية الحديثة، وله مناظرة مع الاقتصادي الأمريكي وارن موسلر والصحفي الإيطالي باولو بارنارد. كان من مؤيدي الحزب الجمهوري (الحزب القديم العظيم) ورابطة الشمال، ولكن في وقت لاحق انتقل إلى مناصب أكثر يسارية، وأيد الناشط الإيطالي اليساري المناهض للدين ماركو كاباتو. لكنه انتقد بشدة حزب تعزيز أوروبا، الذي ينتمي إليه حزب ماركو كاباتو، فقد انتقد خطتهم الاقتصادية، والتحالفات داخل الحزب، وعرّف أعضاء الحزب على أنهم «أشخاص باعوا أنفسهم». وقارن الحزب الجمهوري بقيادة ترامب بحزب رابطة الشمال اليميني الإيطالي (بعد صعود ماتيو سالفيني)، بالإضافة إلى البرلسكونية. انتقد نسيم طالب، وكذلك الفيزياء الاقتصادية بشكل عام، وتناقش مع الفيزيائي الإيطالي فرانشيسكو سيلوس لابيني.

## الأبحاث
يجري ميشيل بولدرين بحثًا مستمرًا في نظرية التوازن العام الديناميكي، مع التركيز بشكل خاص على مصادر تقلبات الأعمال، والنمو، والتطوير، والابتكار التكنولوجي، والملكية الفكرية. بحث بولدرين بالتعاون مع ديفيد ك. ليفين الدور الذي لعبته الأسواق التنافسية مقابل الأسواق الاحتكارية في النمو والابتكار. افترضا أنه لا يوجد دليل يذكر على وجود عوائد متزايدة على المستوى الكلي، وبالتالي جادلا بأنه لا يوجد سبب للاعتقاد بأن زيادة العوائد تلعب دورًا مهمًا في النمو الاقتصادي الفعلي. وهذا يعني ضمنًا أن الأسواق التنافسية تميل من الناحية النظرية مثلما هو الحال في الممارسة العملية إلى تفضيل وتشجيع النمو المستمر والإبداع، في حين أن القوة الاحتكارية ليست ضرورية بل وربما ضارة بالتغير التكنولوجي والتنمية الاقتصادية. تخلص نظريتهما إلى أن المطالبات القائمة بضرورة الملكية الفكرية في عملية النمو والابتكار مبالغ فيها إلى حد كبير.

## الكتب
- ميشيل بولدرين وديفيد ك. ليفين، ضد الاحتكار الفكري، مطبعة جامعة كامبريدج، 2008.[23]